# رابرت هنری لورنس جونیور
رابرت هنری لورنس جونیور (به انگلیسی: Robert Henry Lawrence, Jr.) فضانورد اهل کشور ایالات متحده آمریکا است که در ۲ اکتبر ۱۹۳۵ میلادی در شیکاگو، ایلینوی زاده شد.